# Norðskálatunnilin
De Norðskálatunnilin is een verkeerstunnel op de Faeröer, een eilandengroep die een autonoom gebied vormt binnen het Deense Koninkrijk. De tunnel verbindt de dorpen Norðskáli en Funningsfjørður op Eysturoy met elkaar en is 2520 meter lang. De tunnel werd geopend in 1976.